# 第9回ニューヨーク映画批評家協会賞
第9回ニューヨーク映画批評家協会賞は、1943年の優秀な映画に贈られた賞である。1943年12月28日に発表された。

## 受賞
- 作品賞：
  - ラインの監視

- 主演男優賞：
  - ポール・ルーカス - ラインの監視

- 主演女優賞：
  - アイダ・ルピノ - 虚栄の花

- 監督賞：
  - ジョージ・スティーヴンス - The More the Merrier

- 特別賞
  - Report from the Aleutians